# Yoenis Céspedes
Yoenis Céspedes Milanés, kubanski bejzbolist, * 18. oktober 1985, Campechuela, Provinca Granma, Kuba.
Céspedes je poklicni igralec zunanjega polja in je trenutno član ekipe New York Mets. Pred igranjem v ligi MLB je igral v poklicni ligi na Kubi in za reprezentanco rodne države. 

## Poklicna kariera

### Kuba
Céspedes je sin Estele Milanés, metalke pri softballu, ki je za Kubo igrala na Poletnih olimpijskih igrah leta 2000. V kubanski Narodni seriji se je prvič pojavil med sezono 2003-2004, med katero je imel odbijalsko povprečje 0,302. Bil je resen kandidat za nagrado Novinca leta lige, a je slednjo nato prejel Frank Montieth.
V naslednji sezoni je Céspedes odbijal s povprečjem 0,313, v sezoni za tem pa v 88 tekmah s 0,351, poslal domov 78 tekov in sam zabeležil 89 tekov. Bil je prvi v ligi v lastnih tekih, drugi v domačih tekih in skupnih bazah ter sedmi v udarcih v polje za dodatne baze. Na Harlemskem tednu bejzbola leta 2006 je imel odbijalsko povprečje 0,481. 
V letu 2006-07 je na 89 tekmah odbil 17 domačih tekov (3. v ligi) in zbral 79 lastnih tekov, kar je bil vodilni izkupiček lige. Bil je 4. v ligi v skupnih bazah in tekih, poslanih domov in 5. v udarcih v polje za dve bazi. 
Leto kasneje je odbijal s povprečjem 0,284. Bil je med vodilnimi v ligi v tekih, poslanih domov, lastnih tekih, domačih tekih in skupnih bazah. 
Céspedes je bil med Svetovno klasiko bejzbola leta 2009 v začetni postavi kubanske reprezentance. Njegovo odbijalsko povprečje je bilo 0,485. Na šestih tekmah je odbil dva domača teka in domov poslal 5 tekov. Bil je najboljši v ekipi v lastnih tekih in odbijanju za dodatne baze in drugi v domačih tekih. Na tekmi proti Avstraliji je v 6. menjavi odprl tekmo z domačim tekom za izid 2:1 in na tekmi proti Mehiki začel ofenzivo svoje ekipe za končno zmago 16:4. V zadnji tekmi svoje ekipe na turnirju je dosegel udarec v polje za tri baze, a ni zabeležil lastnega teka. Pred tem je naredil napako v obrambi in s tem omogočil zabeležitev dveh japonskih tekov. Kubanska reprezentanca je tako prvič ostala brez mesta v polfinalu svetovnega turnirja, in po letu 1959 prvič ni dosegla finalne tekme.
V sezoni 2008-09 je odbijal s povprečjem 0,323 in na 87 tekmah zbral 24 domačih tekov (3. v ligi) ter 83 lastnih tekov (4. v ligi). Njegov izkupiček je zadostoval za udeležbo na Tekmi vseh zvezd. 
Na Svetovnem pokalu bejzbola je bil začetni igralec Kube v osrednjem zunanjem polju, vendar se je kar precej naprezal in odbijal s povprečjem le 0,194 in je v nadaljevanju turnirja svoje mesto v začetni postavi izgubil. V finalu je v 9. menjavi vstopil kot odbijalec s klopi in dobil udarec v polje, a to njegovi ekipi ni zadostovalo. Na koncu so proti ekipi ZDA izgubili z izidom 10:5. 
V sezoni 2009-2010 je Céspedes odbijal s povprečjem 0,345 in v 87 tekmah zbral 22 domačih tekov in 87 lastnih tekov. Njegov izkupiček tekov je bil tretji v ligi, v skupnih bazah je bil četrti, v domačih tekih pa osmi. Na Tekmi vseh zvezd lige tega leta ni igral.
Na Svetovnem univerzitetnem prvenstvu v bejzbolu leta 2010 je na 6 tekmah Céspedes v 22-ih odbijalskih nastopih odbil 11 udarcev v polje, imel 12 lastnih tekov, domov poslal 14 tekov in odbil 4 domače teke. Na tekmi proti Južni Koreji je domov poslal šest, na tekmi proti Kitajski pa pet tekov. Na finalni tekmi ni dosegel udarca v polje, a je Kubi še vedno uspelo premagati reprezentanco ZDA. Njegova kolega v postavi najboljših igralcev zunanjega polja turnirja sta bila Mikie Mahtook in Shota Ishimine. Član kubanske reprezentance je bil tudi med njihovim kvalifikacijskim turnirjem za Vseameriške igre leta 2010. Istega leta so Kubanci nastopali tudi na Medcelinskem pokalu, med katerim je kot rezerva zbral 3 udarce v polje in tri teke. V zmagi nad ekipo iz Nizozemske, ki je Kubancem priborila zlato medaljo, je bil eden izmed treh igralcev, ki jih je kubanski trener uporabil na položaju levega zunanjega polja.
Céspedes je v sezoni 2010-2011 v 90 tekmah odbijal s povprečjem 0,333, odbil 33 domačih tekov, domov poslal 99 tekov in sam zabeležil 89 tekov. Svojo ligo je vodil v lastnih tekih in tekih poslanih domov ter bil izenačen za največji izkupiček domačih tekov in skupnih baz. Bil je 7. v ukradenih bazah in si zaslužil mesto na tekmi vseh zvezd lige.

### Glavna bejzbolska liga (MLB)
Céspedes je iz Kube med poletjem leta 2011 prebegnil v Dominikansko republiko, od koder si je želel pridobiti potrebne pravice, da bi lahko postal prosti igralec v MLB. Polnopravni prebivalec Dominikanske republike je postal januarja 2012.
13. februarja 2012 so se pojavila poročila, da je z ekipo Oakland Athletics sklenil 4-letno pogodbo, vredno 36 milijonov ameriških dolarjev. Slednja je 3. marca postala uradna.
28. marca je v svojem prvem odbijalskem nastopu v ligi MLB bil izločen z udarci s strani Félixa Hernándeza, že v naslednjem pa je odbil udarec v polje za dve bazi. Naslednjega dne je odbil svoj prvi domači tek, ki je domov poslal dva teka in ekipi v 7. menjavi dal vodstvo z 2:1.

## Igralski profil
Céspedesa ocenjevalci opisujejo kot igralca osrednjega zunanjega polja s petimi orodji. Kevin Goldstein, ocenjevalec pri Baseball Prospectus, je o Céspedesu dejal, da je "pod črto najverjetneje najboljši igralec, ki je k nam prišel iz Kube, v zadnjih nekaj letih". 